# Arnoc
Saint Arnoc ou saint Ernoc ou saint Arnec ou saint Théarnec ou saint Thernoc ou saint Ternoc est un saint breton de la Bretagne du haut Moyen-Âge non reconnu officiellement par l'église catholique. Il est en outre saint patron de l'église paroissiale de Trégarantec dans le Finistère. 

## Hagiographie
« Arnec était fils de saint Judicaël et de la reine Morone sa femme. Il embrassa la vie religieuse sous saint Judoce, son oncle, avec lequel il vécut quelque temps sur les bords de la Canche, dans le Ponthieu. À la mort de ce saint parent, il revint dans le Léon, y bâtit sur les bords de l'Élorn une cellule et une chapelle devenue célèbre sous le nom de Land-Ernoc, nom qu'a conservé la ville actuelle de Landerneau. Plus tard saint Arnec devint évêque dans le canton d'Illy. Son évêché ne renfermait que vingt ménages. Pendant son épiscopat, il fit construire deux églises dans la paroisse de Ploudaniel et les dédia aux deux meilleurs amis qu'avait eu le roi son père, l'une à saint Méen, l'autre à saint Éloi. Près de lui vivait un saint ermite nommé Guénion, Guinien ou Vinien, qui était frère de saint Judicaël et à qui saint Arnec céda son évêché. Saint Guinien est patron de Pleudaniel [en fait Ploudaniel et non Pleudaniel]. L'ancien petit royaume d'Illy était dans la paroisse de Trégarantec, dans la section Lysien, et contenait dix-sept villages. Saint Arnec est le patron de Trégarantec »

Saint Arnoc est parfois confondu avec saint Ténénan et certains historiens pensent qu'il s'agit en fait du même saint.

## Ses traces dans la Bretagne actuelle
- Toponymie :
  - Landerneau : lann' (ermitage) de "saint Ternoc" (variante du nom de saint Arnoc)
  - Trégarantec: la trève de saint Théarnec (variante du nom de saint Arnoc). L'église paroissiale Saint-Théarnec conserve une relique de "saint Ernoc", autre variante du nom de ce saint, qui serait peut-être mort dans cette paroisse vers 560.